# 硝酸钚(IV)
硝酸钚(IV)是一种具有强放射性的无机化合物，化学式为Pu(NO3)4，可以形成水合物，其外观为深绿色晶体。

## 制备
硝酸钚(IV)可由二氧化钚溶于硝酸得到，从其溶液中可以结晶出正交晶系的五水合物（Pu(NO3)4·5H2O）。

## 性质
硝酸钚(IV)可溶于水和一部分有机溶剂，其水溶液可被磷酸三丁酯萃取。它也能溶于熔融的硝酸铀酰六水合物，若在体系中加入1~6 M HNO3，它会歧化为Pu(III)和Pu(VI)，若提高HNO3浓度至10 M以上，则只会生成配阴离子[Pu(NO3)6]2−。它在1.5~7.1 M的硝酸溶液中，可以Pu(NO3)n(4−n)+（n=1, 2, 3, 4, 5）的形式存在，7.1 M以上时，以[Pu(NO3)6]2−的形式存在，超过11 M时，以H2[Pu(NO3)6]的形式存在。在碱性溶液中，它以PuO2·xH2O的形式沉淀出来。
它可以被氨基胍硫酸盐或抗坏血酸还原为Pu(NO3)3。向其溶液通入臭氧，它可以经PuO2+氧化至PuO22+。
{\displaystyle {\mathsf {Pu(NO_{3})_{4}+O_{3}+H_{2}O\ {\xrightarrow {}}\ PuO_{2}(NO_{3})_{2}+2HNO_{3}+O_{2}\uparrow }}}

## 拓展阅读
- Balasubramonian, S.; Pandey, N. K.; Subba Rao, R. V. . Journal of Radioanalytical and Nuclear Chemistry (Springer Science and Business Media LLC). 2020-08-12, 326 (1): 105–113. ISSN 0236-5731. doi:10.1007/s10967-020-07338-8 （英语）.
- Kaplan, Daniel I.; Demirkanli, Deniz I.; Gumapas, Leo; Powell, Brian A.; Fjeld, Robert A.; Molz, Fred J.; Serkiz, Steven M. . Environmental Science & Technology (American Chemical Society (ACS)). 2005-12-06, 40 (2): 443–448. ISSN 0013-936X. doi:10.1021/es050073o （英语）.